# Thagria exilis
Thagria exilis är en insektsart som beskrevs av Nielson 1977. Thagria exilis ingår i släktet Thagria och familjen dvärgstritar. Inga underarter finns listade i Catalogue of Life.